# Barna óriásacsa
A barna óriásacsa (Anax parthenope) a karcsú acsák családjába tartozó, eurázsiai elterjedésű szitakötőfaj.
Magyarországon nem védett.

## Előfordulása

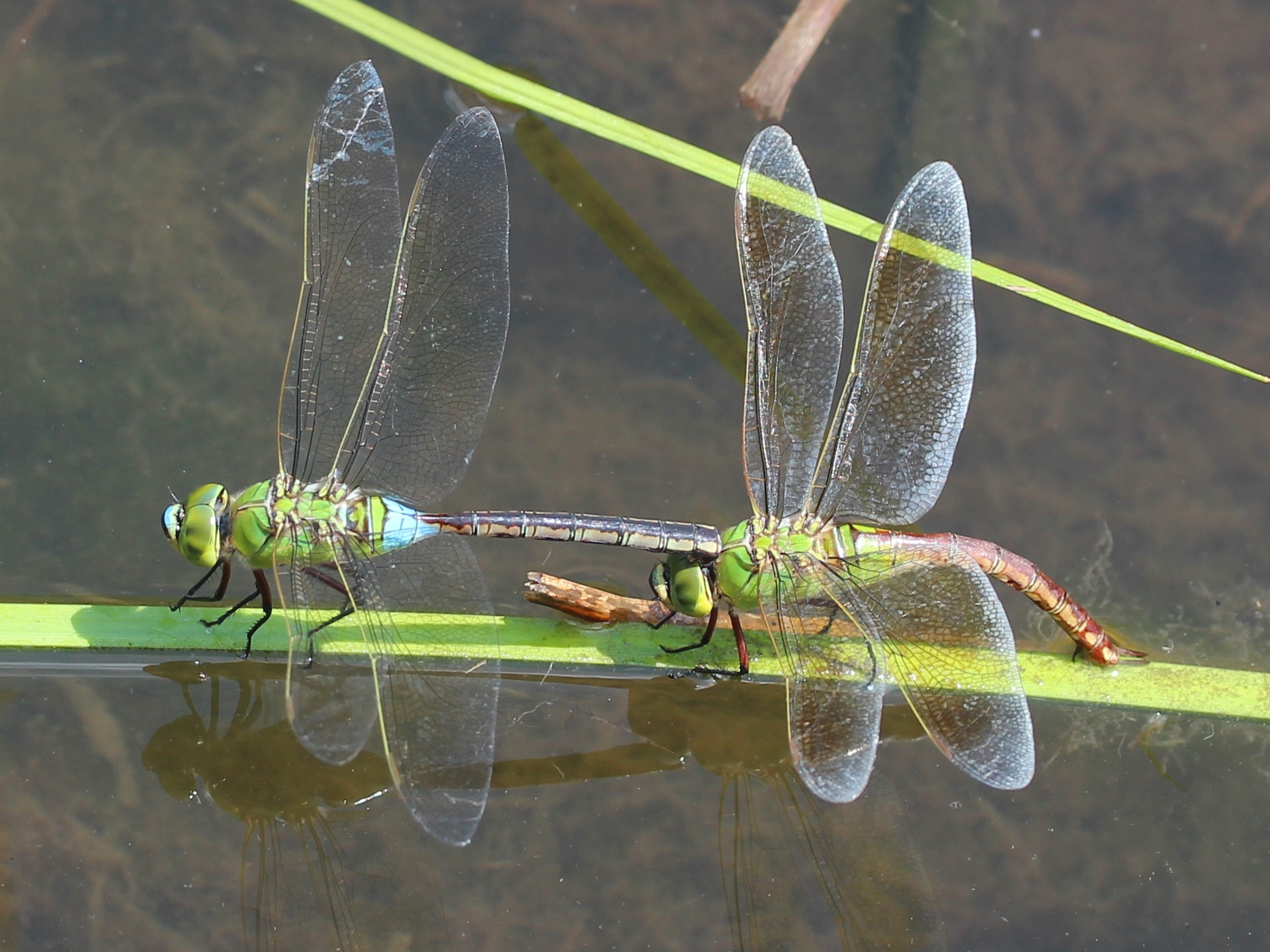
Párosodó barna óriásacsák Japánban

Széles elterjedésű faj, megtalálható Európában, Észak-Afrikában, az Arab-félszigeten, Dél-Szibériában, Indiában, Kínában és Japánban is. Korábban inkább Dél- és Közép-Európára volt jellemző, de az utóbbi években észak felé terjed, elérte Észak-Lengyelországot, Lettországot, Írországot, Szibériában pedig Omszkban is megtalálták. Magyarországon a síkvidékeken országszerte lehet találkozni vele.

## Megjelenése

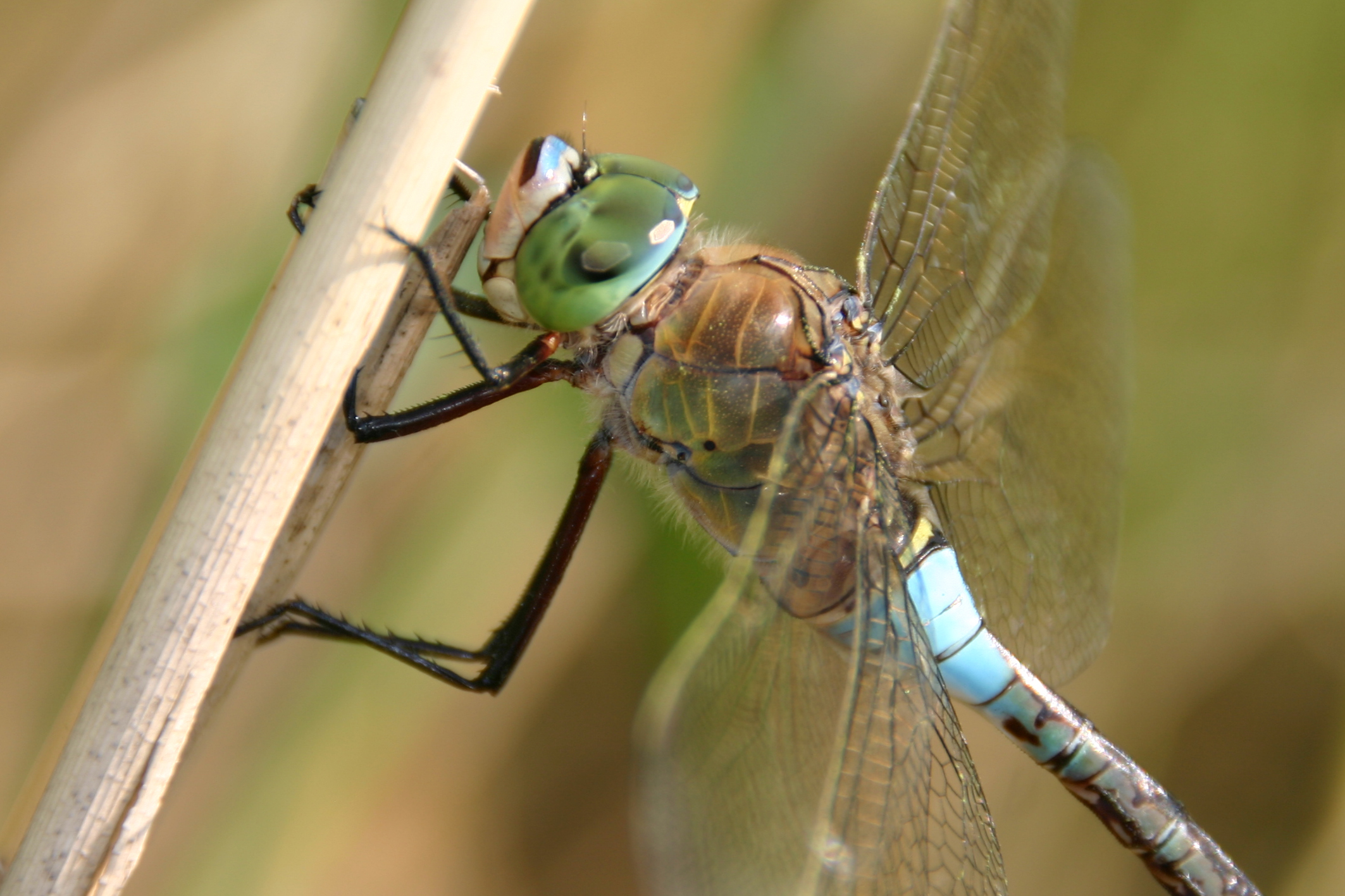
A hím közelről

Nagy méretű szitakötő, testhossza 71 mm, szárnyfesztávolsága 90–110 mm is lehet. Tora felülről barnás, oldalt zöld; egyszínű, fekete mintázat nélkül. Szemei zöldek. A szárny első erei feketék. Szárnyjegye világosbarna. A hím potroha zöldesbarna, felső részén végighúzódó széles fekete csíkkal. A második szelvényen feltűnő, élénkkék, nyeregszerű folt látható, amely végénél a potroh erősen befűződik.
A nőstény potroha barna, fekete széles hosszanti és keskeny keresztcsíkokkal.
Hasonlít hozzá az óriás szitakötő (Anax imperator), de annak tora zöld és a kék szín egész potrohán előfordul; valamint a nyerges szitakötő (Anax ephippiger), melynek szeme barna, szárnyerei világosak és a barna óriásacsa összességében sötét színkomplexumával szemben inkább fakó benyomást nyújt.

## Életmódja
Lárvája sekély, gyorsan felmelegedő állóvizekben, tavacskákban fejlődik. Elviseli a félig sós brakkvizeket is. Lehetséges, hogy a lárva Magyarországon át tud telelni, de az állomány legalább egy része a tavasszal délről felvándorló szitakötőkből áll, amelyekből a nyár végére felnő egy újabb generáció. Májustól szeptemberig repül. Az imágók igen nagy távolságokra is eltávolodnak a víztől, de párosodni visszatérnek. A párzás tandem formációban történik, ami megmarad addig, míg a nőstény lerakja a petéket az élő vagy elpusztult vízinövények védelmébe.